# 纳兰妙殊

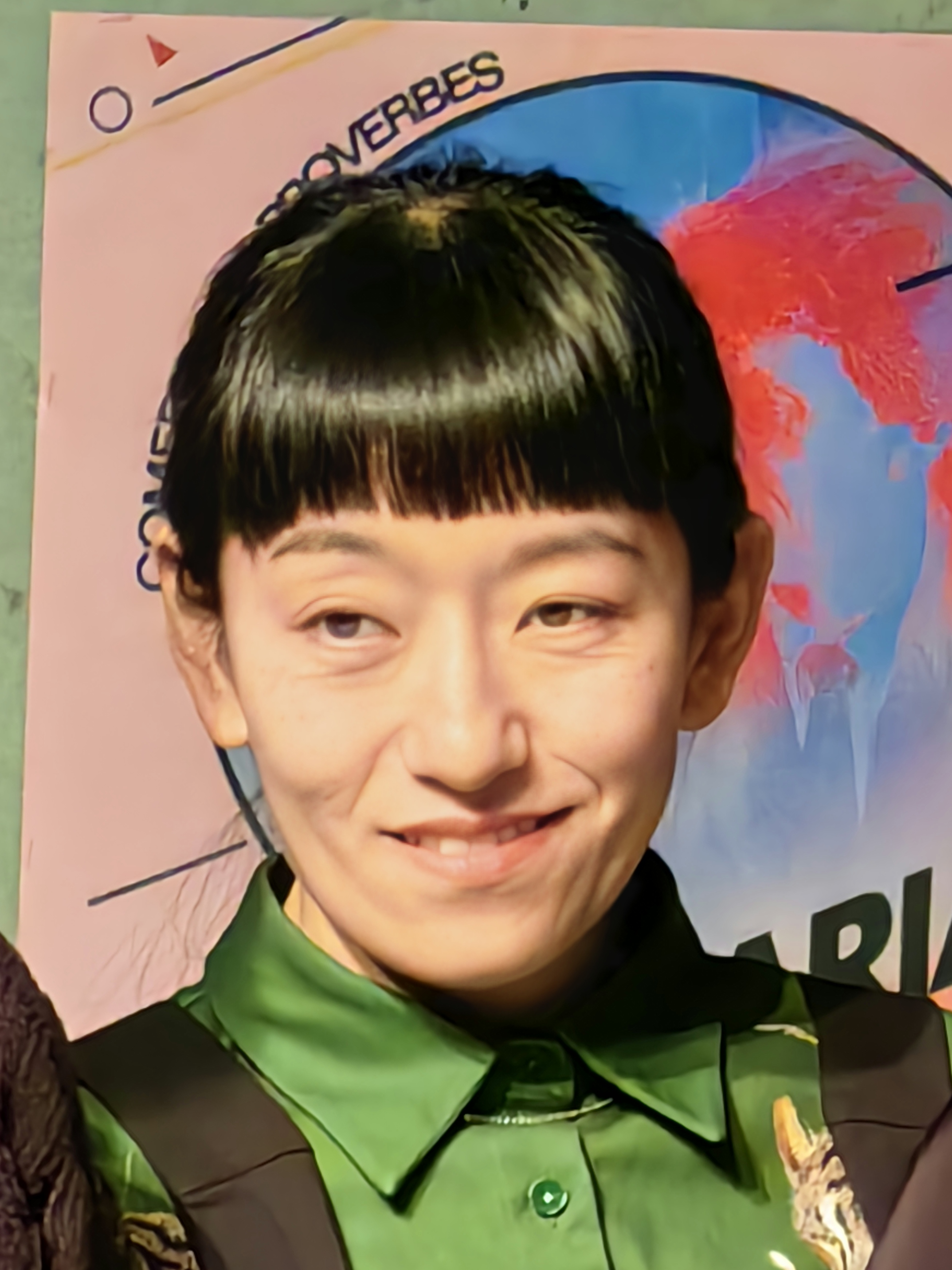
摄于2024年

张天翼（1980年代中叶-），曾用笔名纳兰妙殊，生于天津，现居北京，英文学士，古文献学硕士。中华人民共和国女性主义作家，影评人，于《人民文学》、《光明日报》、《南方都市报》等刊物发表作品若干。

## 作品
- 散文：《粉墨》，《欢情》，《听戏》，《小镇男人》，《民间语文之生与死》
- 散文集：《世界停在我吻你的时候》，《爱是水和星同行的旅程》
- 小说：《荔荔》《如雪如山》

## 奖项
2011年华文最佳散文奖（《粉墨》）
2012年第二届朱自清散文奖（《粉墨》、《欢情》）
2013年首届“希望杯”中国文学创作新人奖
2022年，因探讨女性的生存困境，其代表作《如雪如山》入围宝珀理想国文学奖，荣获PAGEONE文学赏，并名列2022年豆瓣年度图书（中国文学类第一名），红极一时。